# Воин дорог
Воин дорог (англ. Downstream) — фильм-катастрофа о пост-апокалипсисе.

## Сюжет
Продовольствия не хватает, смертность женщин в связи с резким возрастанием заболевания на рак растёт. Новый мир теперь — бесконечная пустыня, выжженная солнцем. Вокруг царит полный хаос и варварство, валютой теперь стали боеприпасы, топливо и сами люди.
Главный герой фильма — Вез (Уэз) Келлер. Он пытается найти безопасное укрытие, о котором ходят легенды. Уэс твёрдо верит в слухи о том, что где-то есть город, в котором ещё сохранилась жизнь и цивилизация, поэтому он любой ценой намерен добраться до этого места, но за это ему придётся заплатить большую цену.